# Nohra, Grammetal
Nohra är en ortsteil i staden Grammetal i Landkreis Weimarer Land i förbundslandet Thüringen i Tyskland. Nohra var en kommun fram till den 31 december 2019 när den uppgick i Grammetal. Kommunen Nohra hade 1 653 invånare 2019.